# Stoffels (Waltenhofen)
Stoffels ist ein Gemeindeteil der Gemeinde Waltenhofen im Landkreis Oberallgäu (Schwaben, Bayern).

## Geografie

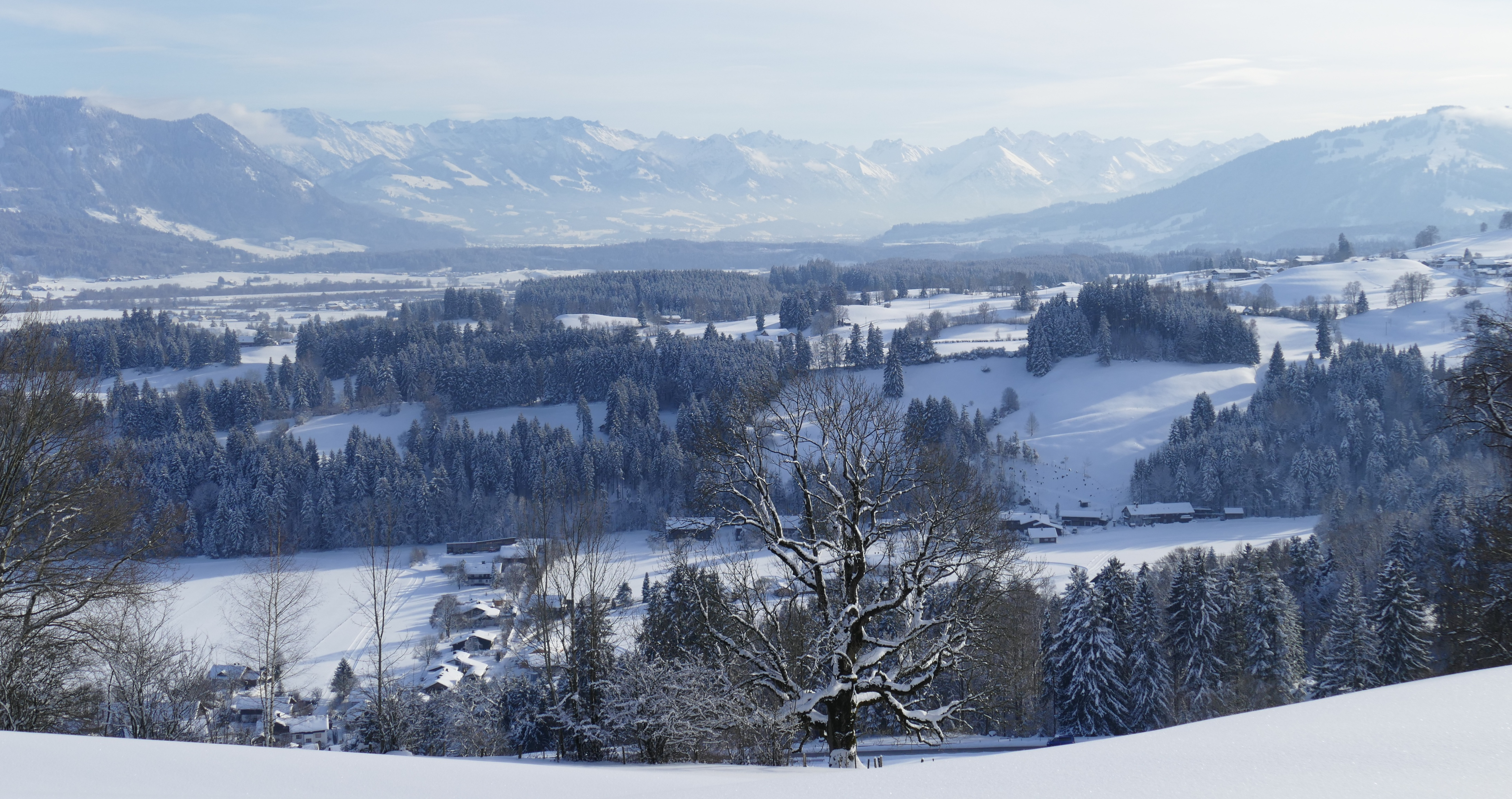
Blick von Stoffels nach Süden. Links das Burgberger Hörnle über die Allgäuer Alpen bis zum Mittagberg rechts. Auf dem Hügel im Vordergrund rechts Gopprechts, im Tal im Vordergrund Häuser von Niedersonthofen.

Das Dorf Stoffels liegt auf etwa 900 Meter Meereshöhe direkt unterhalb des 1067 Meter hohen Stoffelbergs. Es ist nur über Linsen erreichbar und über einen Waldweg nach Rieggis. Im Dorf verläuft die Europäische Hauptwasserscheide über ein Niedermoor auf 978 Meter Meereshöhe.
Stoffels liegt in einem 524 ha großen Landschaftsschutzgebiet um den Stoffelberg.

## Sehenswürdigkeiten
Stoffels ist bekannt für den Bergblick und den Blick auf den ganzen Niedersonthofener See. Der Stoffelberg selbst bietet einen weiten Rundblick und im Winter eine gespurte Loipe um den Berg und nach Rieggis.

## Wirtschaft
In Stoffels gibt es eine Alpe mit Käserei, sowie eine Aussichtswirtschaft. Das Jugendberghaus wird ganzjährig von Jugendgruppen besucht. Einige Höfe betreiben Grünlandwirtschaft.